# Tuvia Bielski
Tuvia Bielski (1906-1987) fue el jefe del grupo partisano «Hermanos Bielski», que estaba situado en el bosque Naliboki en la Segunda República Polaca (actual Bielorrusia), durante la Segunda Guerra Mundial. Su objetivo como líder no era atacar caminos y carreteras que los nazis usaban como rutas de abastecimiento (aunque algunos sí fueron atacados), sino salvar a los judíos que eran perseguidos por los nazis durante el Holocausto. Después de la guerra se le concedió un trabajo de alto rango en las Fuerzas de Defensa de Israel por todos sus grandes actos de liderazgo logrado durante la Segunda Guerra Mundial, pero lo rechazó y trabajó con su hermano Zus en Nueva York hasta su muerte en 1987. Bielski fue protagonizado por Daniel Craig en la película de 2008 Resistencia.

## Vida
Bielski creció en la única familia judía de Stankiewicz, un pequeño pueblo en la entonces Polonia Oriental (ahora Bielorrusia Occidental) situado entre los municipios de Lida y Navahrudak. Fue el tercer hijo de David y Beila Bielski, quienes tuvieron doce hijos: diez hijos y dos hijas. Sus hermanos Asael, Alexander Zisel «Zus» y Aron fueron también miembros de su grupo de partisanos. 
Durante la Primera Guerra Mundial, Bielski pasó mucho tiempo con soldados alemanes que ocuparon Polonia y Bielorrusia por aquella época. Siendo un hablante de yidis, aprendió a hablar alemán de esos hombres y lo recordó toda su vida. En 1927, fue reclutado por el ejército polaco. Después de su servicio militar, Bielski volvió a casa, donde recordó la pobreza en la que vivía su familia y conoció a su novia Marlonga. En un esfuerzo por aumentar los ingresos de su familia, alquiló otro molino. Esto, sin embargo, aún no fue suficiente, así que a la edad de veintitrés años se casó con una mujer mayor que él que poseía un gran comercio y una casa mucho mayor. Durante la Segunda Guerra Mundial, mientras estaba escondido en el bosque, recibió la noticia de que su mujer y su hijo habían sido asesinados. Bieslki volvió a casarse con Lilka, con la que permaneció casado el resto de su vida.

## Película
Hasta la fecha, se ha rodado una película en conmemoración a los hechos sucedidos durante su estancia en los bosques, llamada Defiance (Resistencia), donde Tuvia es interpretado por Daniel Craig.